# Нићифор I (византијски цар)
Нићифор I (умро 26. јула 811) је био византијски цар, који је владао од 802. до 811. године. Погинуо је у бици код Плиске против Бугара. Бугарски кан Крум је од његове лобање направио пехар за вино.

## Успон
Породица му је била арапског порекла, а он је патриције из Селеукидске Сидере. Царица Ирина га је поставила на место логотета државне благајне. Уз помоћ евнуха и патриција успео је да свргне и протера Ирину и уместо ње да преузме престо 31. октобра 802. године. Свога сина Ставракија је крунисао као савладара 803. године.
Један од његових најбољих војсковођа Вардан Турчин се побунио 803. године. Добио је и подршку других команданата, а посебно каснијих царева Лава Јерменин и Михаила Аморијца. Међутим, Нићифор је придобио Лава и Михаила, а војску је успео да распрши, па је Вардан био присиљен да се покори. После је послан у манастир. Слично је поступио и током завјере, коју је предводио патриције Арсебер.

## Реорганизација
Нићифор се окренуо општој реорганизацији царства, створио је нове теме на Балкану и ојачао је границе. Ту је започео пресељење становништва у Анадолији и поновну хеленизацију подручја. Пошто му је требало много новаца да би ојачао војску тражио је начина да повећа приходе царства. Са својим строгим порезима изгубио је наклоност поданика, а посебно свештенства. Иако је за патријарха поставио иконодула Нићифора црквени историчари као Теофан Исповедник описивали су га као непријатеља.

## Односи са Западом
Са Карлом Великим склопио је 803. споразум, али није признавао да је Карло Велики цар. Односи међу њима су се погоршали и дошло је до рата због Венеције од 806. до 810. године. Нићифор је 807. угушио млетачку побуну, али имао је велике губитке у сукобу са Францима. Конфликт се решио тек након Ниђифорове смрти, када су Венеција, Истра, обала Далмације и јужна Италија припали Истоку, а Рим, Равена и пентаполис су припали Западу.

## Рат са Арапима и Бугарима
Није исплаћивао данак, који је царица Ирена договорила да плаћа калифу Харуну ал Рашиду. Био је зато спреман на рат са Арапима.
У том рату доживео је тежак пораз 805. код Краса у Фригији. Упади непријатеља у Малу Азију присилили су га да склопи мир, по коме је требало да плаћа данак од 30.000 златника годишње. Након смрти Харуна ал Рашида 809, у калифату је дошло до борби за наслеђе, па је Нићифор имао слободне руке, да се обрачуна са Крумом од Бугарске, који је харао северним границама и који је баш тада 809. заузео Сердику (Софију) и уништио гарнизон од 6.000 људи.
Нићифор је 811. напао Бугарску са 80.000 војника. Два пута је победио Крума и опљачкао је бугарску престолницу Плиску. Током Нићифорова повлачења византијска војска је ухваћена у заседи на планинским прелазима. Ту је и уништена 26. јула 811. године. Нићифор је погинуо у тој бици. Кан Крум је од његове лобање направио пехар за вино.
Против њега је 808. била побуна коју је предводио Арсабер.